# Анавтогенез

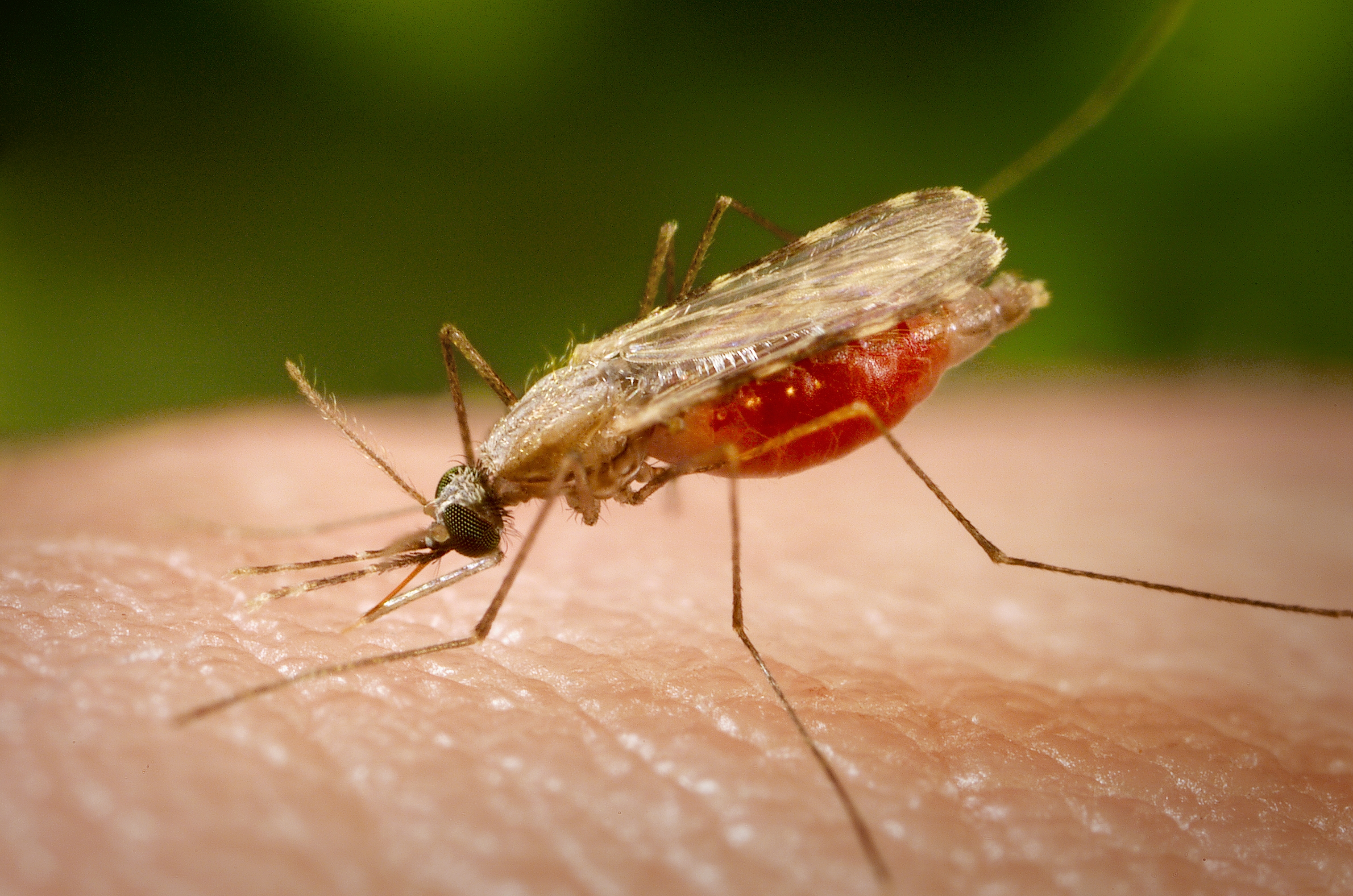
Самка комара Anopheles minimus отримує кров від людини-хазяїна для підтримки свого анавтогенного розмноження.

В ентомології анавтогенез — це репродуктивна стратегія, за якої доросла самка комахи повинна їсти певний вид їжі (зазвичай кров хребетних ) перед відкладанням яєць, щоб її яйця дозріли. Така поведінка є найпоширеною серед двокрилих комах, таких як комарі. Анавтогенні тварини часто є переносниками інфекційних захворювань своїх хазяїв через контакт з їхньою кров'ю. Протилежна ознака (коли немає потреби в спеціальній їжі в дорослому віці для успішного розмноження) відома як автогенез.

## Фактори, що визначають анавтогенез
Анавтогенні комахи, як правило, досягають дорослого віку без достатніх запасів поживних речовин (зокрема, білка) для виробництва життєздатних яєць, що потребує додаткового годування на дорослій стадії. Їжа з високим вмістом білка, зазвичай з крові, дозволяє виробляти жовток для живлення яєць і робить розмноження можливим. Цю кров зазвичай отримують шляхом ектопаразитування на великих хребетних.
Однак навіть ті особини, що мають запаси, необхідні для виробництва життєздатних яєць, все одно можуть бути нездатними до розмноження без кров’яної їжі, тому що дозрівання яєць у багатьох анавтогенних видів залежить від гормонів, які виділяються під час споживання крові. Крім того, самки з певними генотипами за замовчуванням є автогенними, але їх можна спонукати до автогенного розмноження шляхом спарювання з самцем, можливо, через гормони, що вивільняються або набуваються під час спарювання, або, можливо, через певну харчову домішку, яку забезпечує спарювання.
Визначено, що особини певного виду можуть демонструвати автогенність або анавтогенність залежно від їх генотипу, а також від умов навколишнього середовища та типу й кількості живлення, яке вони отримували на стадії личинки. За допомогою математичного моделювання показано, що анавтогенез може бути вигідною стратегією для розмноження комах за сприятливих умов (зокрема, коли хазяїв легко знайти, коли комахи мають хороші шанси вижити під час споживання крові та коли анавтогенез сприяє підвищенню плодючості).

## Анатомія і фізіологія
Анавтогенез і наступне харчування кров'ю спостерігається в основному серед двокрилих комах, включаючи комарів, мошок, москітів, сліпнів і мокреців. Більшість анавтогенних двокрилих мають гострі, схожі на леза нижні щелепи для вилучення крові, хоча ці ротові органи часто недорозвинені у самців. Оскільки ці види отримують додаткове живлення з інших рідких продуктів, таких як нектар або фруктові соки, вони виявляють «подвійне почуття голоду», за допомогою якого вони регулюють споживання солодких і білкових продуктів окремо.
У комах (як і в інших тварин, що не є ссавцями) дозрівання яйцеклітини починається з вітелогенезу, тобто депонування білків жовтка, яке спричинене виділенням ювенільних гормонів. В анавтогенних комарів гени виробництва жовтка сильно активуються після прийому крові через процес, що залучає мішень сигнального шляху рапаміцину. Зокрема, певні амінокислоти, знайдені в білках крові, здається, необхідні для активації гена вітелогеніну.

## Автогенез
Потреба харчуватися кров'ю перед відкладанням яєць менш помітна у тварин, чий звичайний раціон переважно або повністю складається з крові, таких як кліщі; у цих таксонах більше уваги приділяється автогенності, або здатності відкладати яйця без кров’яної їжі. Багато комах здатні продукувати яйця, не споживаючи білкову їжу, будучи дорослими, покладаючись на запаси поживних речовин, які вони отримали, коли були личинками. Більшість, однак, можуть відкласти відносно мало яєць, не харчуючись білком, і майже всім потрібна їжа з високим вмістом білка, щоб відкласти додаткові яйця після першої кладки.